# Gruppenvergewaltigung in Delhi 2012

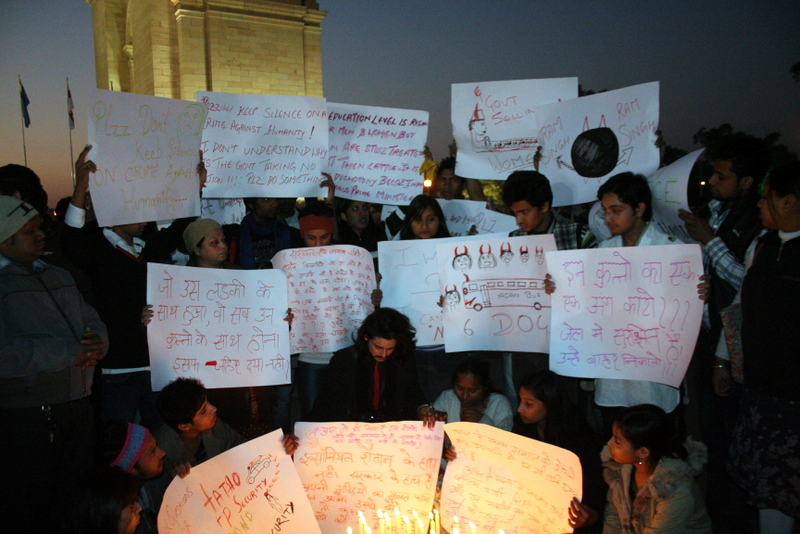
Proteste am 21. Dezember 2012 am India Gate in Neu-Delhi

Am 16. Dezember 2012 kam es in der indischen Stadt Delhi zu einer Gruppenvergewaltigung. Die 23-jährige Jyoti Singh Pandey wurde von sechs Männern vergewaltigt und gefoltert und erlitt durch die Misshandlungen schwerste innere Verletzungen, an denen sie am 29. Dezember 2012 starb. Die Gruppenvergewaltigung in Delhi 2012 löste mehrtägige Proteste in vielen Städten Indiens und ein weltweites Medienecho aus. Vier der sechs an der Gruppenvergewaltigung beteiligten Täter erhielten die Todesstrafe und wurden im März 2020 hingerichtet. Der Hauptangeklagte war bereits im März 2013 tot in seiner Gefängniszelle aufgefunden worden. Ein weiterer Täter war zum Tatzeitpunkt minderjährig und wurde zu einer dreijährigen Jugendstrafe verurteilt, die er 2015 vollständig verbüßt hatte.

## Hergang

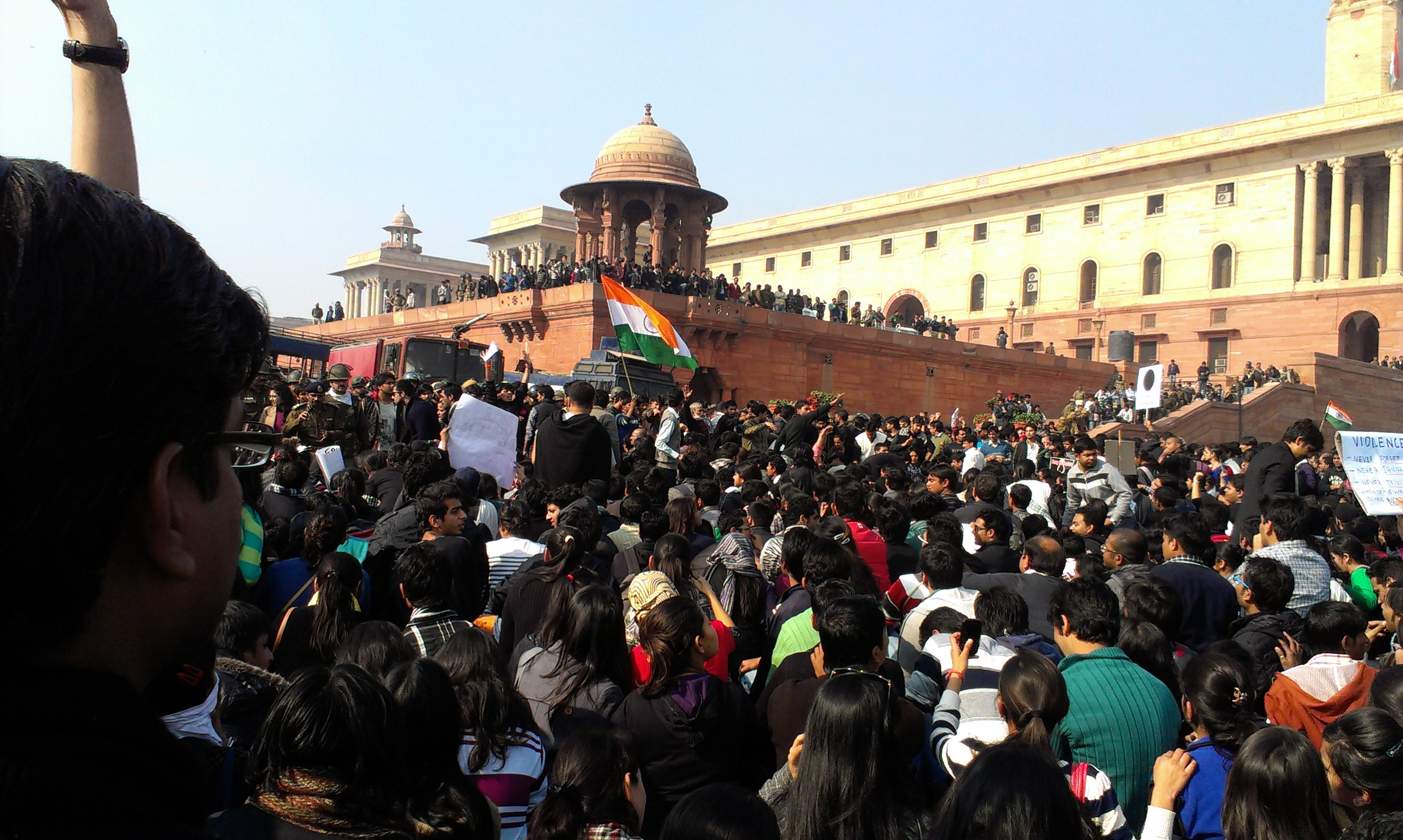
Proteste am 22. Dezember 2012 in Neu-Delhi am Raisina Hill

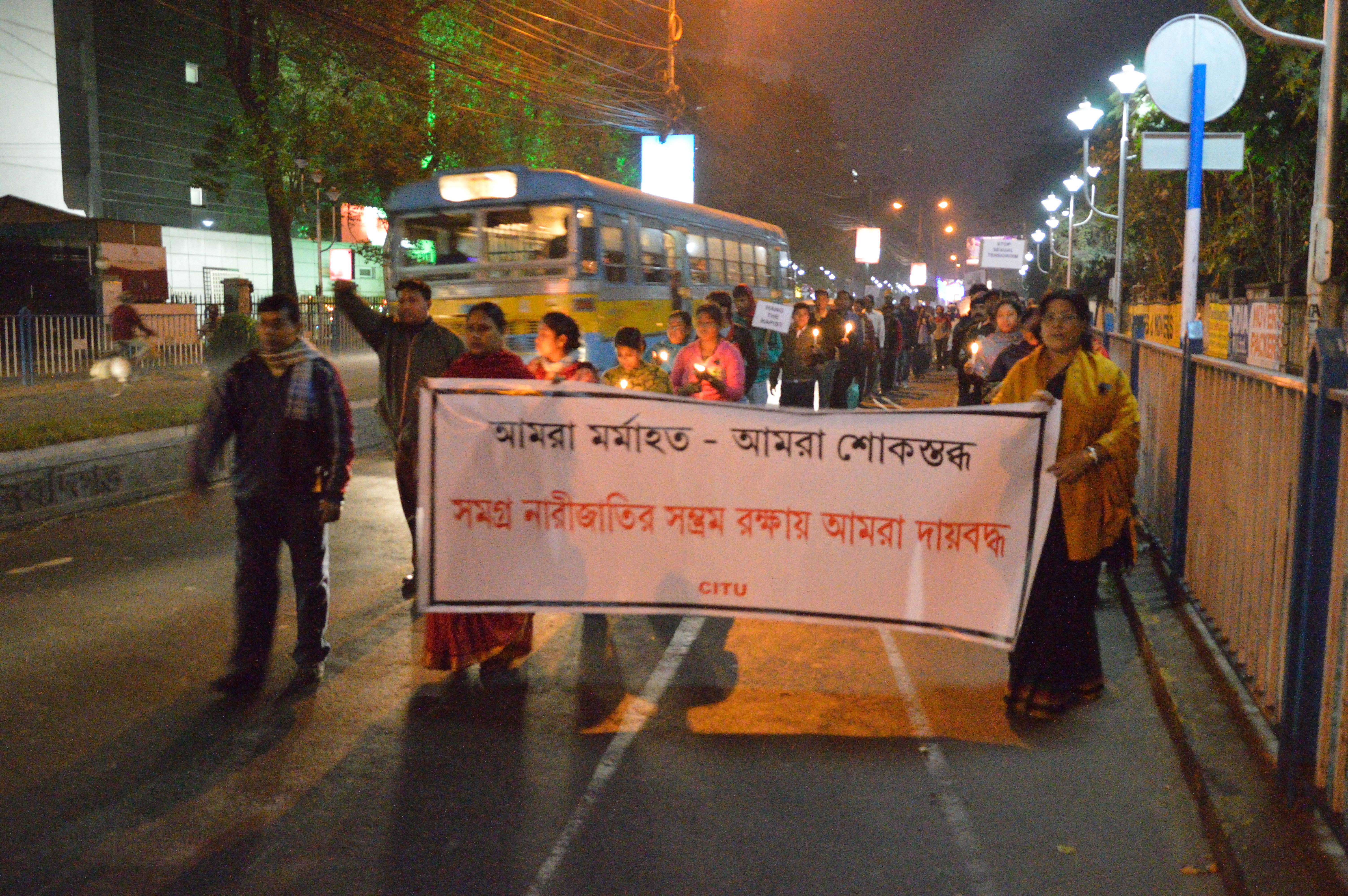
Ein Protestmarsch in Kalkutta am 29. Dezember 2012

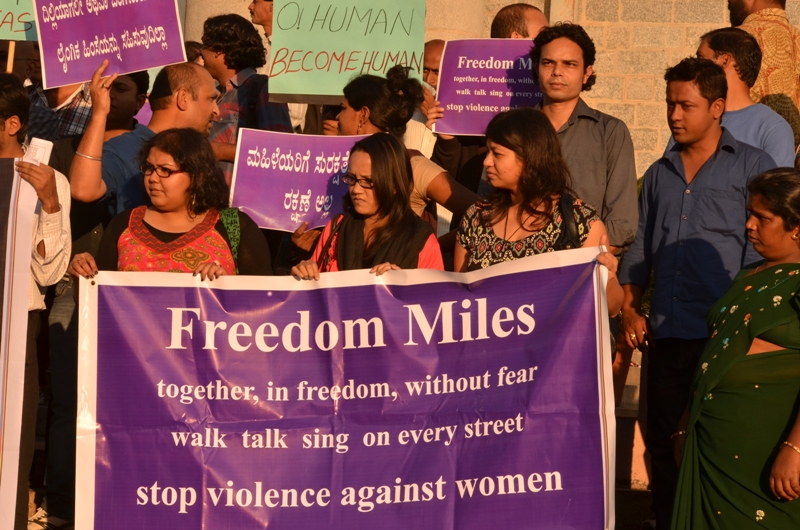
Proteste in Bangalore am 30. Dezember 2012

Eine Gruppe von sechs Männern hatte sich am 16. Dezember 2012 zusammengefunden und gemeinsam gegessen und getrunken. Dann beschlossen sie, sich noch etwas zu vergnügen. Ram S., der als Fahrer eines Schulbusses einer Privatschule tätig war, steuerte einen Bus mit dunkel getönten Fenstern, der nicht zur Beförderung von allgemeinen Fahrgästen zugelassen war, durch Delhi. Die Gruppe nahm (widerrechtlich) einen Zimmermann mit, von dem sie 10 Rupien (Rs) (etwa 14 Eurocent) für die Mitfahrt kassierten. Anschließend beraubten sie ihn um 8000 Rs und setzten ihn aus. Im Anschluss fuhren sie erneut nach Delhi und nahmen die 23-jährige Krankengymnastik-Auszubildende Jyoti Singh Pandey zusammen mit ihrem 28-jährigen Begleiter auf. Die beiden waren auf dem Heimweg von einem Kinobesuch. Auch von ihnen kassierten die Männer je 10 Rs für die Busfahrt. Im Verlauf eines Streits, den die Täter provozierten, schlugen sie den Begleiter der jungen Frau mit einer Eisenstange bewusstlos. Dann kam es zu einer fast eine Stunde andauernden Gruppenvergewaltigung, an der sechs Täter beteiligt waren.
Im Zuge der Misshandlungen wurde die junge Frau mit der Eisenstange gefoltert. Sie erlitt dabei schwerste Verletzungen. Den Ärzten zufolge deutete das Ausmaß ihrer Genitalverletzungen darauf hin, dass sie mit einem stumpfen Objekt, wohl der Eisenstange, gewaltsam penetriert wurde. Nach Berichten der Hindustan Times habe der jüngste Täter den austretenden Darm des Opfers „regelrecht herausgerissen“. Nach dieser Tat warfen sie das Opfer und den Begleiter aus dem fahrenden Bus. Die Täter versuchten dann, die beiden zu überfahren, was aber nicht gelang.
Der Begleiter der Verletzten erhob in seiner ersten öffentlichen Stellungnahme am 4. Januar 2013 schwere Vorwürfe, auch gegen die Polizei und Passanten. Obwohl beide ohne Kleider waren und seine Begleiterin blutend auf der Straße gelegen habe, habe trotz seines Winkens 20 Minuten lang keiner der vorbeifahrenden Auto- und Rikschafahrer angehalten. Die herbeigerufene Polizei sei erst nach 45 Minuten eingetroffen und habe sich zunächst mit Streitereien beschäftigt, welches Revier denn zuständig sei. Die verletzte Frau wurde in das Safdarjung-Krankenhaus in Delhi transportiert, obwohl andere Krankenhäuser näher lagen, wohl weil dieses staatlich ist. Im Krankenhaus musste am 19. Dezember ein wesentlicher Teil des verletzten Darms operativ entfernt werden.
Die indische Regierung ernannte am 23. Dezember 2012 ein Komitee von Spezialisten, um die beste ärztliche Versorgung zu gewährleisten. Auf einer Sitzung des Kabinett Manmohan Singh II am 26. Dezember 2012 wurde entschieden, das mittlerweile intubierte und beatmete Opfer in das Mount Elizabeth Hospital, ein Spezialkrankenhaus für Organtransplantationen in Singapur, auszufliegen. Diese Entscheidung, die beatmete und in einem medizinischen instabilen Zustand befindliche Patientin auf einen mehrstündigen Langstreckenflug zu schicken, wurde später von einigen Kommentatoren als nicht medizinisch, sondern rein politisch motiviert kritisiert. Eine Organtransplantation sei ohnehin erst frühestens in Wochen bis Monaten möglich gewesen und daher habe keine Notwendigkeit einer sofortigen Verlegung bestanden. Am 29. Dezember 2012 erlag die Frau im Krankenhaus in Singapur ihren Verletzungen, ohne ihr Bewusstsein wiedererlangt zu haben.
Alle mutmaßlichen Täter einschließlich des Busfahrers wurden bis zum 21. Dezember 2012 von der indischen Polizei festgenommen. Laut Staatsanwaltschaft stimmte die DNA des Opfers mit Blutflecken auf Kleidungsstücken der Verdächtigen überein.

## Reaktionen
Die Tat löste mehrtägige Proteste in vielen Städten Indiens und ein weltweites Medienecho aus. Demonstranten verlangten bessere Sicherheitsmaßnahmen für Frauen, eine schärfere Strafverfolgung von Vergewaltigern und einen Mentalitätswandel bei den vielen indischen Männern, die Frauen verbal oder handgreiflich sexuell belästigen, was in Indien in bestimmten männlichen Kreisen beschönigend Eve teasing („Eva reizen“) genannt wird.
Sonia Gandhi, Präsidentin der Indischen Kongresspartei, fand sich am 18. Dezember 2012 im Delhier Safdarjung Hospital ein und ließ sich von den Ärzten über den Gesundheitszustand der beiden Opfer informieren. In seiner ersten offiziellen Stellungnahme am 24. Dezember 2012 sagte Premierminister Manmohan Singh, er sei als Vater von drei Töchtern genau so wie jeder andere erschüttert. Er rief zur Besonnenheit auf, da „Gewalt keine Lösung“ sei. Der Premierminister wurde aufgrund seiner „emotionslosen“ Rede in den sozialen Medien Indiens kritisiert. Viele geplante Silvesterpartys zum Jahreswechsel 2012/2013 wurden in Neu-Delhi abgesagt; kurz zuvor war die Asche des Opfers in den Ganges gestreut worden.

## Anklage, Prozess, Verurteilungen und Hinrichtung
Am 3. Januar 2013 wurden fünf Männer wegen Mordes, Gruppenvergewaltigung, versuchten Mordes, unnatürlichen Verstößen, Raub, Vernichtung von Beweismaterial, Verschwörung und Entführung angeklagt. Bei einem der sechs Verdächtigen musste zunächst ermittelt werden, ob er zum Tatzeitpunkt minderjährig (unter 18) war oder unter das Erwachsenenstrafrecht fällt. Gegen Minderjährige kann in Indien keine Mordanklage erhoben werden.
Am 21. Januar 2013 erschienen fünf der mutmaßlichen Täter vor einem Schnellgericht in Neu-Delhi zu einer ersten Anhörung. Der Richter Yogesh Khanna hatte zuvor die Öffentlichkeit von der Sitzung ausgeschlossen. Anwälte der mutmaßlichen Täter berichteten von ihren Vorhaben, einen zweiten Mandanten als Jugendlichen anerkennen zu lassen sowie nach einer Anfrage beim Verfassungsgericht den Prozess für ein neutraleres Verfahren in ein Gericht außerhalb Neu-Delhis zu verlegen. Der Antrag auf Verlegung des Prozesses wurde abgelehnt.
Am 2. Februar plädierten die fünf Angeklagten auf nicht schuldig. Der Prozess begann am 5. Februar 2013. Zum Prozessauftakt sagte der Mann aus, der das Opfer in der Tatnacht begleitete.
Am 10. März 2013 wurde der Hauptangeklagte in einer Einzelzelle der Haftanstalt Tihar erhängt aufgefunden. Durch eine Obduktion sollte nach Angaben eines Gefängnissprechers geklärt werden, ob Fremdeinwirkung vorlag. Die Gefängnisleitung ging von einem Suizid aus, während Anwalt und Familie des Hauptverdächtigen dies bezweifelten und einen Mord vermuteten. Die Familie der vergewaltigten Frau warf der Gefängnisverwaltung Versagen vor.
Am 31. August 2013 wurde der zum Tatzeitpunkt 17-jährige Täter zur Höchststrafe von drei Jahren Jugendarrest verurteilt. Am 9. September wurden die übrigen vier Täter schuldig gesprochen. Am 13. September verkündete das mit dem Fall betraute indische Gericht ihre Urteile. Alle vier Täter wurden zum Tode verurteilt. In der Urteilsbegründung sagte der Vorsitzende Richter Yogesh Khanna: This case definitely falls in the rarest of rare categories and warrants the exemplary punishment of death („Dieses Verbrechen fällt eindeutig in die seltenste der seltenen Kategorien und erfordert die exemplarische Bestrafung mit der Todesstrafe“). Nach der Urteilsverkündung brachen im Gerichtssaal Tumulte aus. Die Familie des Opfers und zahlreiche Menschen vor dem Gerichtsgebäude begrüßten das Urteil. Am 5. Mai 2017 bestätigte auch das Oberste Gericht Indien die vorinstanzlichen Urteile.
Der jüngste Täter wurde im Dezember 2015 nach drei Jahren Unterbringung in einer Erziehungsanstalt in die Freiheit entlassen. Dies führte zu spontanen Protestkundgebungen mehrerer hundert Menschen im Zentrum Neu-Delhis. Eine Petition der Frauenrechtsgruppe „Frauenkommission von Delhi“ gegen die Freilassung des 20-jährigen Mannes wurde vom Obersten Gerichtshof Indiens abgelehnt.
Im November 2019 wurde der letzte Überprüfungsantrag vom Obersten Gericht abgelehnt, so dass nun nur noch Gnadengesuche an den indischen Staatspräsidenten möglich waren. Da einer der vier Verurteilten ein solches Gesuch einreichte, wurde auch die Hinrichtung der anderen drei zunächst zurückgestellt, um gegebenenfalls einheitlich über den Fall entscheiden zu können. Am 17. Januar 2020 wurde das Gnadengesuch von Präsident Ram Nath Kovind abgelehnt.
Die Hinrichtung aller vier Verurteilten wurde schließlich am 20. März 2020 um 5.30 Uhr indischer Zeit im Tihar-Gefängnis durch Erhängen vollzogen.

## Namensnennung des Opfers
Das indische Gesetz verbietet die Nennung des Namens von Vergewaltigungsopfern, wenn nicht diese oder deren Hinterbliebene dem zugestimmt haben. Daher waren verschiedene Umschreibungen in der indischen Presse im Umlauf, wenn von dem Opfer die Rede war. Sie wurde als Braveheart („tapferes Herz“), als India’s Daughter („Indiens Tochter“), als Nirbhaya („die Furchtlose“) oder Damini (nach einem bekannten Hindi-Film, in dem ein Dienstmädchen durch den Sohn des Hauses vergewaltigt wird und später stirbt) genannt. Am 6. Januar 2013 erklärte der Vater des Opfers, dass die Allgemeinheit den Namen seiner Tochter Jyoti Singh Pandey erfahren solle, damit andere Frauen, die sexuelle Belästigungen oder Vergewaltigungen erfahren hätten, ermutigt würden. Nachfolgend forderte der Vater des Opfers eine rasche Urteilsverkündung und die Todesstrafe für die Täter.

## Nachwirkungen
In Indien wurde das Sexualstrafrecht verschärft. Zwei Tage nachdem das indische Kabinett eine Änderung des Sexualstrafrechts gebilligt hatte, unterschrieb Staatspräsident Pranab Mukherjee am 3. Februar 2013 das Gesetz. Es trat damit in Kraft.
Demnach kann für Vergewaltigungen, deren Opfer dauerhaft ins Koma fällt oder stirbt, die Todesstrafe verhängt werden. Den Richtern wird Ermessensspielraum bei der Urteilsfindung zugebilligt; die Mindeststrafe beträgt 20 Jahre Haft. Ebenso wurde ein neues Gesetz gegen Stalking eingeführt, welches nach Medienberichten jedoch nur lax gehandhabt wird. Daneben wurden neue Notrufnummern eingerichtet und Polizeieinheiten gebildet.
Nach dem Dezember 2012 stieg die Zahl der Anzeigen wegen Vergewaltigung erheblich: in Delhi war sie 2013 etwa doppelt so hoch wie 2012.

## Dokumentarfilm
- Leslee Udwin: Die Vergewaltigung – Rekonstruktion eines unfassbaren Verbrechens. BBC 2015, deutsch, ausgestrahlt am 27. Dezember 2015 im Spiegel TV Magazin (51 min) (über den Film).
  - Originaltitel: India’s Daughter. BBC 2015, englisch (58 min).